# Сольни
Сольни (фр. Saulny) — коммуна на северо-востоке Франции, регион Гранд-Эст (бывший Эльзас — Шампань — Арденны — Лотарингия), департамент Мозель. Входит в кантон Маранж-Сильванж.

## Географическое положение

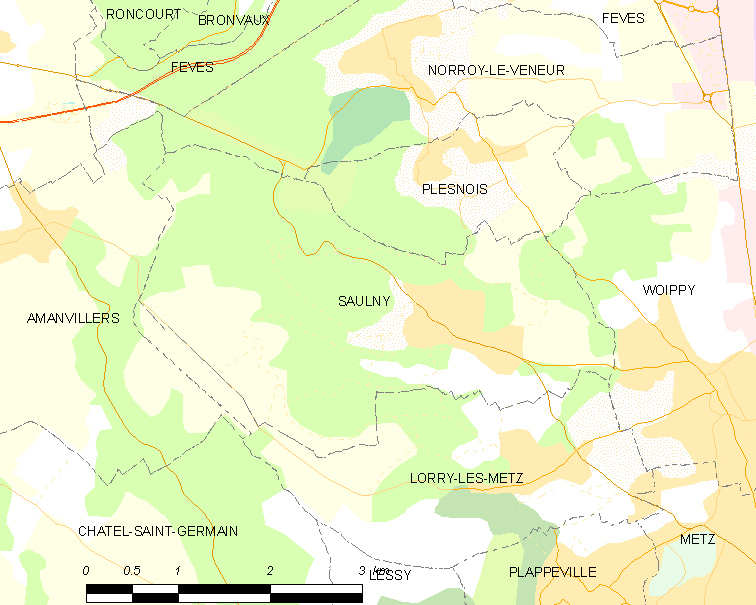
Сольни на карте Франции.

Сольни расположен в 280 км к востоку от Парижа и в 7 км к северо-западу от Меца. 

## История
- Входил в бывшее герцогство Бар, прево де Брие.
- В 1790 году вошёл вместе с герцогством в состав Франции.
- После поражения Франции во франко-прусской войне 1870—1871 годов вместе с Эльзасом и департаментом Мозель был передан Германии по Франкфуртскому миру и был частью Германии до 1918 года, когда по Версальскому договору вновь перешёл к Франции.

## Демография
По переписи 2011 года в коммуне проживало 1 481 человек. 

## Достопримечательности

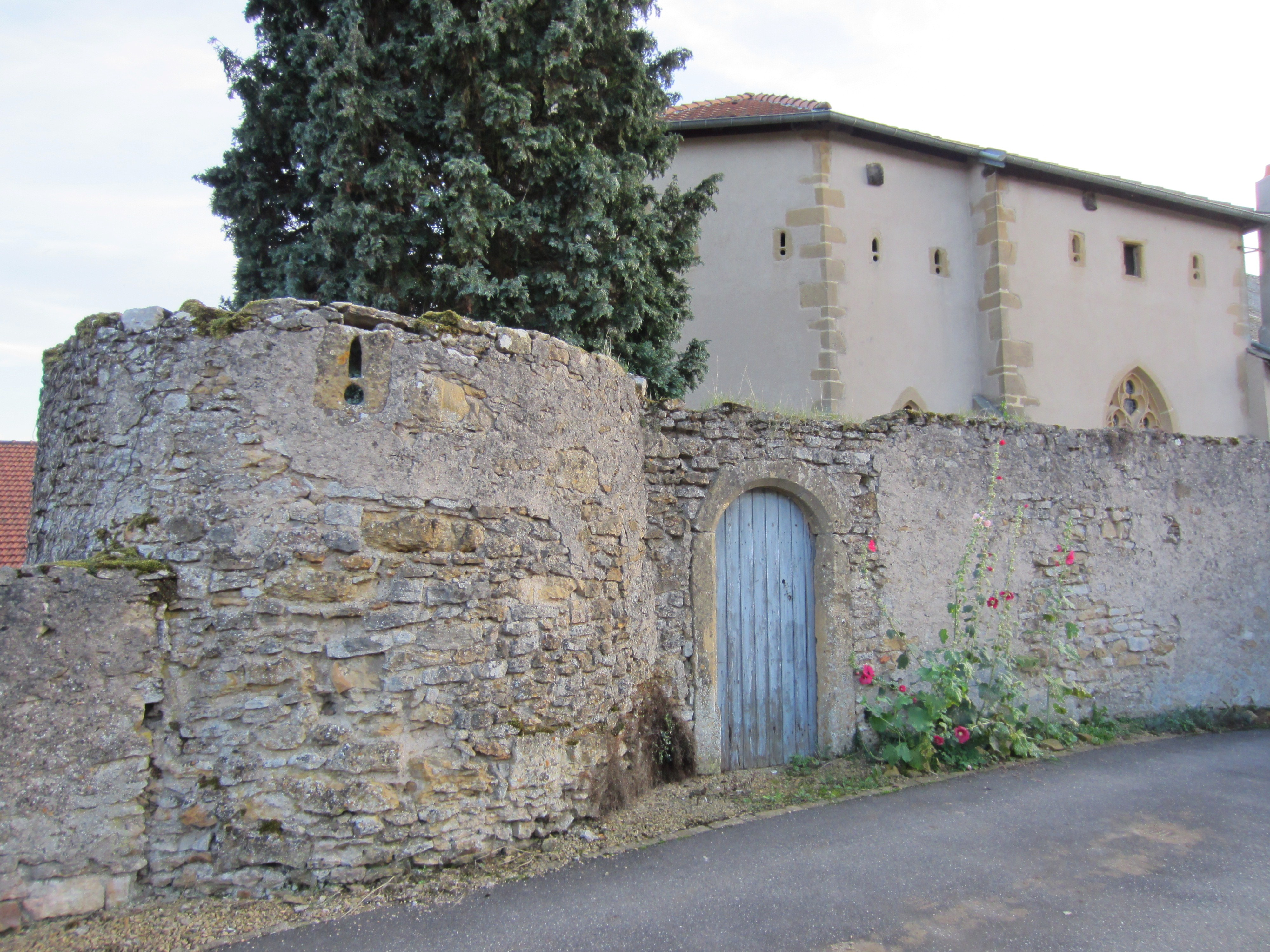
Старинные фортификации.

- Руины оборонных сооружений вокруг кладбища.
- Мельница с сохранившимся механизмом.
- Многочисленные придорожные кресты.
- Церковь Сент-Брис (1420-1430) на месте церкви 649 года; неф XVII века.